# Malakoff (Teksas)
Malakoff – miasto w Stanach Zjednoczonych, w stanie Teksas, w hrabstwie Henderson.